# Gomphus diminutus
Gomphus diminutus là một loài chuồn chuồn ngô thuộc họ Gomphidae. Nó là loài đặc hữu của Hoa Kỳ. Các môi trường sống tự nhiên của chúng là sông, hồ nước ngọt, và đầm nước ngọt có nước theo mùa.